# Eve (série de televisão sul-coreana)
Eve (hangul: 이브; rr: Ibeu) é uma série de televisão sul-coreana estrelada por Seo Yea-ji, Park Byung-eun, Yoo Sun e Lee Sang-yeob. Foi exibida pela tvN de 1 de julho a 21 de julho de 2022, todas as quartas e quintas às 22h30 (KST).

## Enredo
A série conta a história do processo de divórcio de ₩2 trilhões de uma família chaebol que choca toda a nação, da qual, no centro do processo está Lee La-el (Seo Yea-ji), a filha da família chaebol que busca vingança contra aqueles que mataram seus pais quando ela era criança.

## Elenco

### Elenco principal
- Seo Yea-ji as Lee La-el/Kim Sun-bin[1]
  - Kim Ji-an as young Lee La-el[7]

Uma jovem de 28 anos que é filha de um cientista genial. Há treze anos, a sua feliz vida familiar foi abalada pela morte do seu pai. Ela, portanto, começou a buscar e planejar vingança por 13 anos, começando por mirar Kang Yoon-gyeom, um dos principais culpados que orquestrou a morte de seu pai. Inesperadamente, ela lentamente se apaixonou por Yoon-gyeom e ficou dividida entre seu desejo de vingança e seus sentimentos por Yoon-gyeom.
- Park Byung-eun as Kang Yoon-gyeom[8]

O herdeiro de 41 anos do Grupo LY e marido de So-ra. Ele se apaixona por La-el e tem um caso com ela, sem perceber que isso faz parte da vingança de La-el pela tragédia de sua família, que ele e sua família planejaram há 13 anos.
- Yoo Sun as Han So-ra[9]

A esposa de Yoon-Hyeon, de 45 anos, e filha do político de mais alto escalão da Coreia do Sul. Ela é perigosamente obsessiva pelo marido. Ela também é responsável pela morte da mãe de La-el.
- Lee Sang-yeob as Seo Eun-pyung[9]

Ex-advogado de direitos humanos, de 38 anos, que se tornou o membro mais jovem da Assembleia Nacional. Ele ajudou La-el a deixar a Coreia do Sul após a tragédia de sua família, há 13 anos. Ele é uma pessoa justa, disposta a desistir de qualquer coisa por amor.

### Elenco de apoio

#### Pessoas ao redor de Lee La-el
- Lee Il-hwa como Jang Moon-hee[10]

Uma mulher que finge ser mãe de La-el e foi cúmplice de seu plano de vingança.
- Lee Ha-yool como Jang Jin-wook[11]

O marido de La-el que ama muito sua esposa. Ele teve uma estreita relação de trabalho com Yoon-gyeom.
- Kim Si-woo como Jang Bo-ram[10]

Filha de Jin-wook e enteada de La-el. Ela era adorada e cuidada por La-el.
- Jo Deok-hyun como Lee Tae-joon[10]

O pai de La-el e um cientista genial que foi morto há 13 anos devido a uma conspiração sinistra dos superiores corruptos da Coreia do Sul.
- Kim Jung-young como Kim Jin-sook[12]

A mãe de La-el, que era amorosa e atenciosa com sua filha. Ela desapareceu depois que seu marido morreu. Mais tarde foi revelado que ela foi morta por So-ra.

#### Pessoas ao redor de Kang Yoon-gyeom
- Park Myung-hoon como Kang Si-gyeom[13]

Irmão mais velho de Yoon-gyeom.
- Lee Se-na como Yoon Soo-jung[13]
- Noh Ha-yeon como Kang Da-bi

Segundo filho e filha de Yoon-gyeom. Ela é uma garota tímida, mas bem-humorada.

#### Pessoas ao redor de Han So-ra
- Jeon Kook-hwan como Han Pan-ro[14]

O pai de So-ra e o político de mais alto escalão da Coreia do Sul. Ele é implacável e corrupto e foi um dos conspiradores por trás da morte do pai de La-el.
- Jung Hae-kyun as Kim Jeong-chul[14]

O fiel capanga de Pan-ro que matou o pai de La-el e o forçou a transferir sua empresa para o Grupo LY.
- Cha Ji-hyuk como Moon Do-wan[15]
- Son So-mang como Eun Dam-ri[16]
- Kim Ye-eun como Yeo Ji-hee[17]
- Lee Ji-ha como Chae Ri-sa[18]

#### Pessoas ao redor de Seo Eun-pyung
- So Hee-jung como Kim Gye-young[19]

## Produção
No dia 21 de novembro de 2021, foi anunciado o início das filmagens, com período de estreia previsto para o primeiro semestre de 2022. No dia 25 de fevereiro de 2022, foi divulgada uma foto mostrando o elenco principal segurando o roteiro.
Eve estava originalmente programada para estrear em 25 de maio de 2022, mas foi adiada por uma semana devido à melhoria de qualidade da série.

## Trilha sonora

### Parte 1
| Lançado em 8 de junho de 2022 |                         |                |         |  |
| N.º                           | Título                  | Artista        | Duração |  |
| 1.                            | "Hold Me Tight"         | Kim Ye-ji      | 4:03    |  |
| 2.                            | "Hold Me Tight" (Inst.) |                | 4:03    |  |
| Duração total:                | Duração total:          | Duração total: | 8:06    |  |

### Parte 2
| Lançado em 23 de junho de 2022 |                        |                |         |  |
| N.º                            | Título                 | Artista        | Duração |  |
| 1.                             | "Adios Amante"         | Shin You-me    | 4:03    |  |
| 2.                             | "Adios Amante" (Inst.) |                | 4:03    |  |
| Duração total:                 | Duração total:         | Duração total: | 8:06    |  |

### Parte 3
| Lançado em 7 de julho de 2022 |                                                   |                |         |  |
| N.º                           | Título                                            | Artista        | Duração |  |
| 1.                            | "Want To Be Your Everyday" (매일이고 싶어)        | Sondia         | 3:42    |  |
| 2.                            | "Want To Be Your Everyday" (매일이고 싶어; Inst.) |                | 3:42    |  |
| Duração total:                | Duração total:                                    | Duração total: | 7:24    |  |

### Parte 4
| Lançado em 14 de julho de 2022 |                               |                |         |  |
| N.º                            | Título                        | Artista        | Duração |  |
| 1.                             | "Only You" (오직, 그대)       | Lee Hyun       | 4:10    |  |
| 2.                             | "Only You" (오직, 그대 Inst.) |                | 4:10    |  |
| Duração total:                 | Duração total:                | Duração total: | 8:20    |  |

## Recepção
| Episódio | Data de transmissão original | Parcela média de audiência (Nielsen Korea) | Parcela média de audiência (Nielsen Korea) |
| Episódio | Data de transmissão original | Em todo o país                             | Seul                                       |
| --- | ---------------------------- | ------------------------------------------ | ------------------------------------------ |
| 1 | 1 de junho de 2022           | 3.644% (1º)                                | 3.256% (2º)                                |
| 2 | 2 de junho de 2022           | 3.700% (1º)                                | 3.419% (1º)                                |
| 3 | 8 de junho de 2022           | 3.009% (2º)                                | 2.872% (2º)                                |
| 4 | 9 de junho de 2022           | 2.967% (2º)                                | 2.495% (2º)                                |
| 5 | 15 de junho de 2022          | 3.537% (2º)                                | 3.971% (2º)                                |
| 6 | 16 de junho de 2022          | 3.919% (2º)                                | 3.822% (2º)                                |
| 7 | 22 de junho de 2022          | 3.571% (2º)                                | 3.599% (2º)                                |
| 8 | 23 de junho de 2022          | 4.141% (2º)                                | 4.230% (2º)                                |
| 9 | 29 de junho de 2022          | 4.093% (2º)                                | 3.985% (2º)                                |
| 10 | 30 de junho de 2022          | 3.852% (2º)                                | 3.618% (2º)                                |
| 11 | 6 de julho de 2022           | 3.630% (3º)                                | 3.469% (3º)                                |
| 12 | 7 de julho de 2022           | 3.690% (3º)                                | 3.363% (3º)                                |
| 13 | 13 de julho 2022             | 3.354% (3º)                                | 3.342% (3º)                                |
| 14 | 14 de julho de 2022          | 3.782% (3º)                                | 3.461% (3º)                                |
| 15 | 20 de julho de 2022          | 3.685% (2º)                                | 3.681% (3º)                                |
| 16 | 21 de julho de 2022          | 4.497% (2º)                                | 4.639% (2º)                                |
| Média | Média                        | 3.692%                                     | 3.576%                                     |
| - Na tabela abaixo, os números azuis representam as audiências mais baixas e os números vermelhos representam as audiências mais elevadas. - Esta série foi exibida num canal de televisão por assinatura que normalmente tem uma audiência relativamente menor em comparação com a televisão aberta/emissoras públicas (KBS, SBS, MBC e EBS). |                              |                                            |                                            |

## Prêmios e indicações
| Cerimônia de premiação | Ano  | Categoria                                 | Trabalho nomeado | Resultado | Ref.   |
| ---------------------- | ---- | ----------------------------------------- | ---------------- | --------- | ------ |
| APAN Star Awards       | 2022 | Prêmio de Excelência, Atriz em Minissérie | Yoo Sun          | Venceu    | [ 28 ] |